# Zeuxo (Parazeuxo) seurati
Zeuxo (Parazeuxo) seurati is een naaldkreeftjessoort uit de familie van de Tanaidae. De wetenschappelijke naam van de soort is voor het eerst geldig gepubliceerd in 1906 door Nobili.